# Shūji Kikuchi
Shūji Kikuchi (jap. 菊池 秀治, Kikuchi Shūji; * 7. September 1986 in der Präfektur Tokio) ist ein japanischer Eishockeyspieler, der seit 2009 bei den Tohoku Free Blades in der Asia League Ice Hockey unter Vertrag steht. Seit 2011 spielt er als Leihspieler für die China Dragon.

## Karriere
Shūji Kikuchi begann seine Karriere als Eishockeyspieler in der Mannschaft der Hōsei-Universität. Anschließend unterschrieb er einen Vertrag bei den Tohoku Free Blades, die in der Saison 2009/10 ihren Spielbetrieb in der Asia League Ice Hockey aufnahmen. In dieser gab der Verteidiger in seinem Rookiejahr im professionellen Eishockey in 34 Spielen zwei Torvorlagen. Zudem erhielt er 36 Strafminuten. In der Saison 2010/11, welche aufgrund des Tōhoku-Erdbebens vorzeitig beendet wurde, gewann er mit seiner Mannschaft erstmals den Meistertitel der Asia League Ice Hockey.

### International
Für Japan nahm Kikuchi an der U18-Junioren-Weltmeisterschaft der Division I 2004 sowie der U20-Junioren-Weltmeisterschaft der Division II 2005 teil.

## Erfolge und Auszeichnungen
- 2011 Asia-League-Ice-Hockey-Meister mit den Tohoku Free Blades

## Asia-League-Statistik
(Stand: Ende der Saison 2011/12)